# Kostenwirtschaftlichkeit
Mit Kostenwirtschaftlichkeit wird in der Kosten- und Leistungsrechnung (KLR) die Effizienz bzw. Wirtschaftlichkeit eines betrieblichen Wertschöpfungsprozesses unter Ansatz von Leistung und Kosten verstanden. Die Kostenwirtschaftlichkeit ist allgemein definiert als die Ausbringungsmengen der erzeugten Güter (Leistung) im Verhältnis zum Wert der dafür eingesetzten Produktionsfaktoren (Kosten). Der Begriff der Kostenwirtschaftlichkeit fällt damit in den Bereich der Mengen/Wert-Relationen, gemeinsam mit der Leistungswirtschaftlichkeit.
{\displaystyle W={\frac {E}{K}}}
mit
{\displaystyle W}: Kostenwirtschaftlichkeit
{\displaystyle E}: Ausbringungsmengen
{\displaystyle K}: Kosten für die Erstellung der Güter